# Dino Risi
Dino Risi (ur. 23 grudnia 1916 w Mediolanie, zm. 7 czerwca 2008 w Rzymie) – włoski reżyser i scenarzysta filmowy. Uważany za jednego z mistrzów tzw. commedia all’italiana (obok Luigiego Comenciniego i Mario Monicelliego).

## Życiorys
Artysta wywołał kontrowersje filmem W imieniu narodu włoskiego (1971), uznanym przez niektórych za pośrednią pochwałę łamania prawa w walce z dławiącą Włochy przestępczością zorganizowaną.
Laureat Honorowego Złotego Lwa za całokształt twórczości na 59. MFF w Wenecji w 2002.

## Wybrana filmografia
- 1952: Wakacje z gangsterem (Vacanze col gangster)
- 1955: Pod znakiem Wenus (Il segno di Venere)
- 1955: Chleb, miłość i... (Pane, amore e...)
- 1957: Biedni, ale piękni (Poveri ma belli)
- 1957: Babcia Sabella (La nonna Sabella)
- 1957: Piękni, ale biedni (Belle ma povere)
- 1959: Biedni milionerzy (Poveri milionari)
- 1961: Życie nie jest łatwe (Una vita difficile)
- 1962: Fanfaron (Il sorpasso)
- 1971: W imieniu narodu włoskiego (In nome del popolo italiano)
- 1974: Zapach kobiety (Profumo di donna)
- 1977: Zagubione dusze (Anima persa)
- 1977: Nowe potwory (I nuovi mostri) - epizody
- 1991: Życie u boku dzieci (Vita coi figli)